# David Chapin
David Chapin, también conocido como Dave Chapin, es un regatista estadounidense.
Comenzó ganando el título nacional estadounidense de embarcaciones de un solo tripulante en 1977, en Laser, antes de quedar subcampeón del mundo en la clase Sunfish en 1978.
En 1979 realizó la proeza de ganar dos campeonatos del mundo en dos clases diferentes: el mundial de la clase Snipe en North Sydney (Canadá), y el mundial de la clase Sunfish en Medemblik (Países Bajos). Además, ese año ganó el Campeonato de América del Norte y el Campeonato de Estados Unidos de Snipe. Este último, el campeonato nacional de Estados Unidos, volvería a ganarlo en 1981 y 1982.
En 1980 quedó segundo en el mundial de Sunfish y ganó el Campeonato del Hemisferio Occidental y Oriente de la clase Snipe, repitiendo triunfo en la siguiente edición, en 1982.
En 1981 ganó su segundo mundial de Sunfish en Cerdeña (Italia), y en 1982 fue tercero, en el mundial que ganó John Kostecki.
En categoría de veteranos (master), ganó el campeonato de América del Norte de la clase Laser en 2017.

## Juegos Panamericanos
- Juegos Panamericanos de 1987: Medalla de oro con Chris Larson de tripulante